# Mucorales
Mucorales è il più grande e studiato ordine di funghi zigomiceti. Esso include 13 famiglie, 56 generi e circa 300 specie.

## Famiglie
- Chaetocladiaceae
- Choanephoraceae
- Cunninghamellaceae
- Gilbertellaceae
- Mucoraceae
- Mycotyphaceae
- Phycomycetaceae
- Pilobolaceae
- Radiomycetaceae
- Saksenaeaceae
- Syncephalastraceae
- Thamnidiaceae
- Umbelopsidaceae